# Тернопільський Федір Якович
Федір Якович Терно́пільський (роки народження і смерті невідомі) — український співак і хормейстер XVII століття.
Навчався в Києво-Могилянській колегії, де здобув і музичну освіту. В 1640—1650-ті роки — регент капели цієї колегії. З 1652 року був регентом Придворної капели в Москві (куди приїхав з 11 київськими співаками). За історичними документами — «творец строчного пения» (партесного співу).